# Taruaçu de Minas
Taruaçu de Minas é um distrito da cidade mineira de Tarumirim.

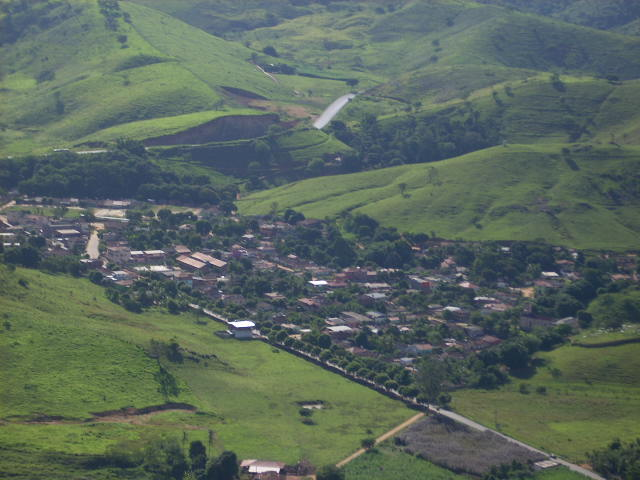

## Histórico
Iniciou-se com a instalação do acampamento do antigo DNER, atual DNIT. Encontra-se a 60 km de Governador Valadares e a 12 km de Tarumirim, a 100 metros da BR-116 que liga a Bahia ao Rio de Janeiro. Nos anos 1940, a rodovia passava dentro de Taruaçu de Minas. Devido a esse acampamento ganhou o apelidado de Residência, pois era o local que os trabalhadores do DNER moravam. Ao longo do tempo foi crescendo. Hoje possui cerca de 1.000 eleitores, um dos maiores colégios eleitorais do município de Tarumirim. 

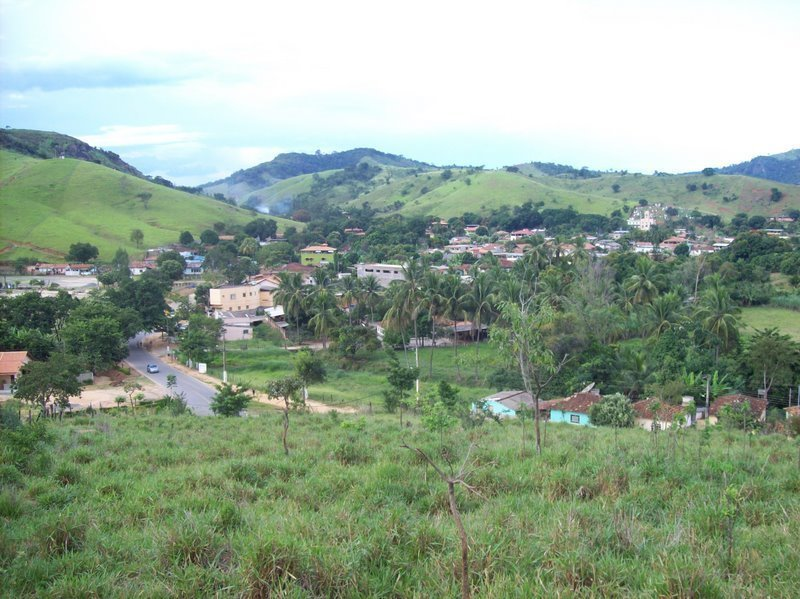